# Regionalwahl in Latium 1975
Die Regionalwahl in Latium 1975 fand am 15. und 16. Juni statt.

## Wahlergebnis
| Listen            | Listen                                        | Stimmen   | %    | Mandate |
| ----------------- | --------------------------------------------- | --------- | ---- | ------- |
|                   | Partito Comunista Italiano                    | 1.041.672 | 33,5 | 21      |
|                   | Democrazia Cristiana                          | 980.307   | 31,5 | 20      |
|                   | Movimento Sociale Italiano – Destra Nazionale | 352.578   | 11,3 | 6       |
|                   | Partito Socialista Italiano                   | 302.710   | 9,7  | 6       |
|                   | Partito Socialista Democratico Italiano       | 190.007   | 6,1  | 3       |
|                   | Partito Repubblicano Italiano                 | 114.589   | 3,7  | 2       |
|                   | Partito Liberale Italiano                     | 77.444    | 2,5  | 1       |
|                   | Democrazia Proletaria                         | 44.986    | 1,4  | 1       |
|                   | Partito Giustizialista Italiano               | 3.418     | 0,1  | –       |
| Gesamt            | Gesamt                                        | 3.107.711 | 100  | 60      |
|                   |                                               |           |      |         |
| Ungültige Stimmen | Ungültige Stimmen                             | 94.042    | 2,9  |         |
| Wähler            | Wähler                                        | 3.201.753 | 92,1 |         |
| Wahlberechtigte   | Wahlberechtigte                               | 3.477.123 |      |         |